# Partito Comunista (Italia)
Il Partito Comunista (PC) è un partito politico italiano d'ispirazione marxista-leninista fondato il 3 luglio 2009 con la denominazione Comunisti - Sinistra Popolare. Ha fatto parte dell'Iniziativa dei Partiti Comunisti e Operai d'Europa, di cui è stato tra i partiti fondatori e rappresentante per l'Italia. Nel 2017 viene ammesso come membro effettivo all'Incontro Internazionale dei Partiti Comunisti e Operai.

## Storia

### La scissione dal Partito dei Comunisti Italiani
Durante il governo Prodi II, nel Partito dei Comunisti Italiani (PdCI) si formò attorno a Marco Rizzo un'area critica, che mirava a distanziarsi dal centro-sinistra e a perseguire l'unità delle forze comuniste. Uno dei principali motivi di scontro tra Rizzo e la dirigenza del PdCI fu il referendum organizzato dai sindacati nell'ottobre 2007 sul protocollo dello stato sociale, che vide la vittoria dei favorevoli all'accordo e per il quale Rizzo denunciò brogli elettorali. La vicenda provocò una polemica con il segretario del partito Oliviero Diliberto. Nel dicembre 2007 fu ufficialmente costituita la lista La Sinistra l'Arcobaleno, che venne contestata da Rizzo in particolare per la scelta di presentare un simbolo privo di falce e martello. Dopo il fallimento della lista alle elezioni del 2008, dove raccolse appena il 3,1% dei voti, il distacco con la dirigenza del partito aumentò. 
In vista delle elezioni europee del 2009 nacque poi la Lista Anticapitalista, che si rivelò anch'essa fallimentare, ottenendo il 3,4% dei voti. Si provvide così a un vaglio sulla dirigenza, e in giugno il PdCI convocò l'Ufficio Politico, che votò unitamente contro le dimissioni di Diliberto a eccezione di Rizzo, che votò a favore.
Vennero poi invocate dal partito misure disciplinari contro Rizzo, con l'accusa di aver appoggiato apertamente in campagna elettorale Gianni Vattimo, in quel momento esponente del partito Italia dei Valori, nonostante Rizzo fosse candidato a sindaco di Collegno e presidente della provincia di Grosseto. Rizzo definì tale accusa come pretestuosa e intimidatoria, dovuta all'aver chiesto chiarimenti circa le frequentazioni di Diliberto con Giancarlo Elia Valori, ex membro della P2, con cui il segretario del PdCI avrebbe avuto almeno otto incontri. Il 24 giugno Rizzo fu espulso dal PdCI.

### La formazione dei Comunisti - Sinistra Popolare

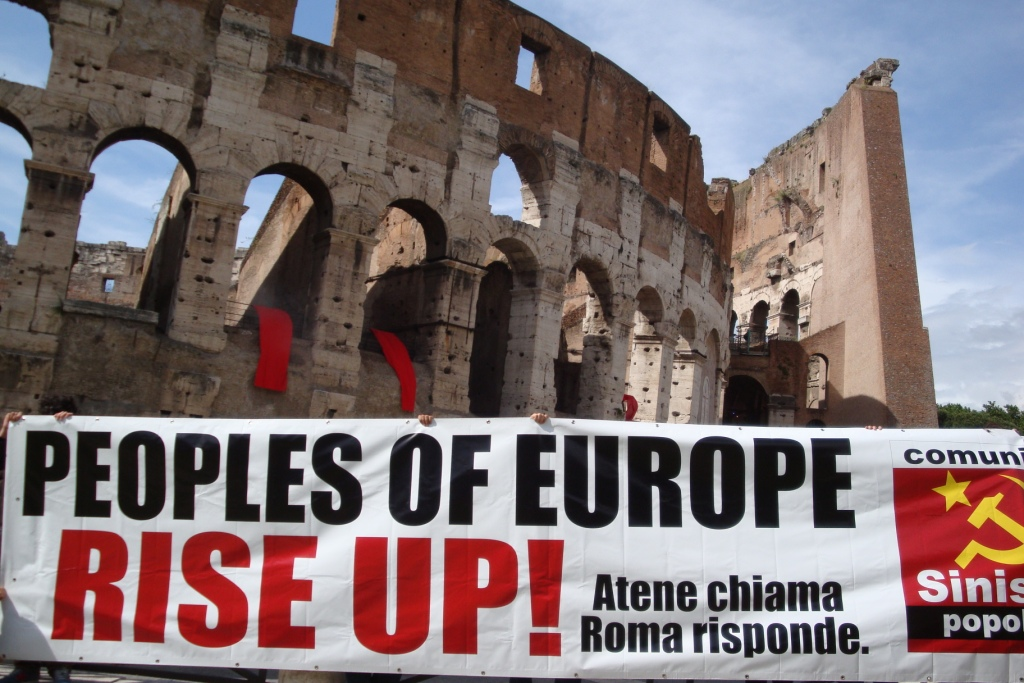
Azione di protesta dei Comunisti - Sinistra Popolare al Colosseo il 7 maggio 2010

Il 3 luglio 2009 Marco Rizzo e diversi dissidenti del Partito dei Comunisti Italiani fondarono il movimento Comunisti - Sinistra Popolare (CSP). L'appello costitutivo fu sottoscritto anche da diversi personaggi del mondo dello spettacolo e del giornalismo, tra cui Francesco Baccini, Marco Baldini, Marco Berry, Giorgio Gobbi, Andrea Mingardi e Darwin Pastorin. Il primo congresso del partito si svolse tra il 6 e il 7 novembre 2010 a Roma.
Nel corso del 2009 scoppiò la crisi economica greca e il 4 maggio 2010 in segno di protesta contro le restrizioni economiche varate dal governo il Partito Comunista di Grecia (KKE) occupò l'acropoli ateniese. Per mostrare solidarietà ai comunisti greci anche il movimento dei Comunisti - Sinistra Popolare organizzò un'azione analoga e il 7 maggio 2010 occupò il Colosseo. I rapporti tra i due partiti si infittirono e tra il 7 e l'8 ottobre 2011 le rispettive delegazioni si incontrano a Roma promulgando un comunicato congiunto riguardante le politiche e le azioni da adottare per far fronte alla crisi economica.
Alle elezioni comunali di Napoli del 2011 il partito appoggia Pino Marziale alla carica di sindaco nella coalizione "Napoli non si Piega", insieme a Sinistra Critica e Rete dei Comunisti. Marziale arriva ultimo con 842 voti e la lista ottiene solo 778 voti.
Il 21 gennaio 2012 il partito assunse la denominazione Comunisti Sinistra Popolare - Partito Comunista (CSP-PC) e cambiò il simbolo. Al fine di presentarsi alla elezioni politiche simbolo fu nuovamente modificato e il 24 febbraio 2013 il partito partecipò alle elezioni politiche con proprie liste, ma solo nella Ripartizione Europa dei collegi esteri. Il 1º ottobre 2013 fondò insieme al KKE l'Iniziativa dei Partiti Comunisti e Operai d'Europa, e fu inserito nei nove partiti che ne componevano la segreteria.

### La fondazione del Partito Comunista

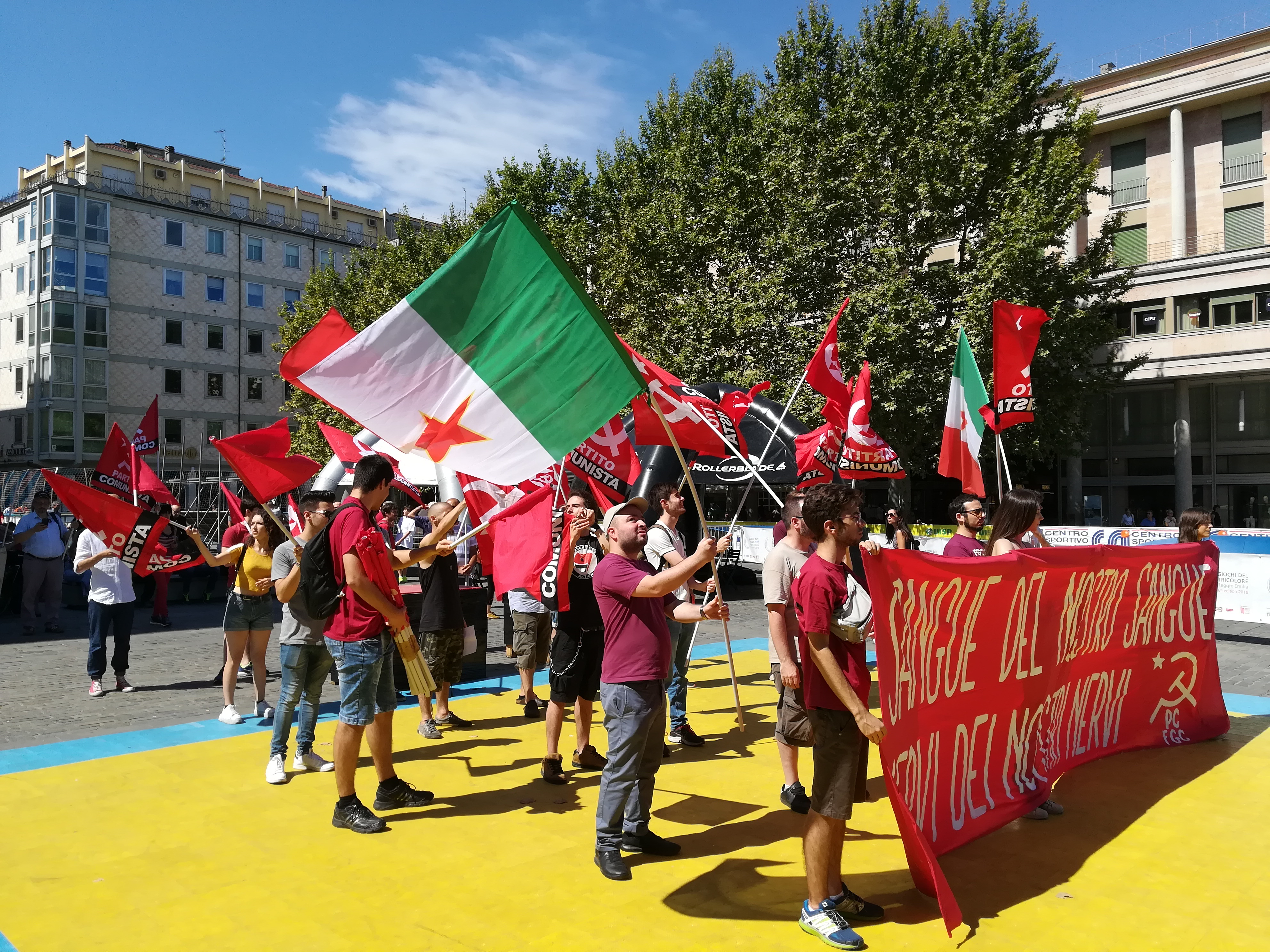
Presidio in ricordo della strage di Reggio Emilia partecipata da membri del PC e del FGC il 7 luglio 2018

Nel corso del I Congresso Nazionale del partito, tenutosi a Roma il 17 gennaio 2014, il nome del partito fu cambiato definitivamente in Partito Comunista (PC) e Marco Rizzo fu rieletto segretario generale. In seguito alla partecipazione alle elezioni amministrative del 2016, il 12 agosto il partito si dotò anche di un'organizzazione giovanile sottoscrivendo un patto d'azione con il Fronte della Gioventù Comunista, guidato da Alessandro Mustillo. In occasione del referendum costituzionale promosso dal governo Renzi nel 2016 il partito si schierò per il «No», ritenendo la riforma costituzionale Renzi-Boschi come funzionale agli interessi del grande capitale in quanto volto a facilitare politiche antipopolari da parte dei governi.
Il 21 gennaio 2017 si tenne a Roma il II Congresso Nazionale in cui Rizzo fu riconfermato alla carica di segretario generale. In occasione del sessantesimo anniversario della firma dei Trattati di Roma il partito organizzò a Roma una manifestazione, ribadendo la propria contrarietà all'Unione europea. Nel novembre 2017 fu ammesso come membro effettivo all'Incontro Internazionale dei Partiti Comunisti e Operai e prese parte alla XIX edizione dell'Incontro, che si svolse a San Pietroburgo e l'11 novembre convocò a Roma una manifestazione nazionale in occasione del centesimo anniversario della rivoluzione d'ottobre.
Il partito si presentò per la prima volta nelle circoscrizioni italiane alle elezioni politiche del 2018, pur correndo in circa la metà delle circoscrizioni alla Camera e al Senato, ottenendo globalmente lo 0,3% dei voti. L'anno seguente si presentò alle elezioni europee in tutte le circoscrizioni ottenendo lo 0,9% dei voti.

### Le scissioni e le alleanze
In seguito alle elezioni regionali umbre del 2019, dove il partito aveva ottenuto l'1,0%, le divergenze tra la dirigenza del partito e il FGC aumentarono, portando l’ex segretario del FGC Alessandro Mustillo a dare le dimissioni dall'Ufficio politico. La rottura con il FGC sarà poi netta l'11 marzo 2020, quando il FGC sospese il patto d'azione col partito, per poi allontanarsi definitivamente.
Per il referendum costituzionale sulla riduzione del numero dei parlamentari il PC si schierò a sostegno del «No» al fine di indebolire il Movimento 5 Stelle, promotore della riforma.
Con le dimissioni del governo Conte II il PC si schierò all'opposizione del nascente governo Draghi, organizzando una manifestazione e dando vita al Comitato 27 febbraio, un raggruppamento di associazioni contrarie a Draghi. Rizzo in particolare denunciò una presunta «campagna mediatica di consacrazione» nei confronti del nuovo Presidente del Consiglio, e additò Mario Draghi tra i principali responsabili dei processi di privatizzazione avvenuti in Italia a partire dagli anni novanta.
Nell'ambito delle politiche di gestione della pandemia di COVID-19 il partito denunciò la carenza del materiale sanitario sui posti di lavoro e il mantenimento delle attività produttive non essenziali nonostante la quarantena in atto. Si è poi dichiarato contrario alla misura del green pass, giudicata dal partito inutile a fini sanitari e utilizzata come strumento di controllo sociale discriminatorio, atto a facilitare le operazioni di licenziamento. Proprio in seno a queste tematiche il 9 agosto 2021 la sezione livornese, guidata da Lenny Bottai, lasciò il partito, lamentando una mancanza di chiarezza da parte della dirigenza su vaccini e pandemia.
L'11 novembre 2021 il senatore Emanuele Dessì, eletto nel 2018 col Movimento 5 Stelle (M5S) ed espulso nel febbraio 2021 per non aver votato la fiducia a Draghi, aderì al PC costituendo all'interno del gruppo misto la componente del Partito Comunista. L'avvicinamento ai dissidenti del M5S proseguì in occasione dell'elezione del Presidente della Repubblica Italiana del 2022, in cui il partito condivise con loro e con altri parlamentari afferenti al gruppo misto la candidatura di Paolo Maddalena.
Il 3 maggio 2022 la componente parlamentare del PC è confluita nel gruppo di opposizione Uniti per la Costituzione-C.A.L. (Costituzione, Ambiente, Lavoro), principalmente costituito da scissionisti del M5S e contrario all'invio di armi al governo ucraino durante l'invasione russa. Alle elezioni amministrative tra i capoluoghi di provincia il PC si presenta con una lista propria a Pistoia, mentre a Genova, Parma e Palermo entra a far parte di liste unitarie con partiti e movimenti politici affiliati al gruppo parlamentare Uniti per la Costituzione.
In continuità a quanto avvenuto per le amministrative, in vista delle elezioni politiche del 2022 il PC aderisce alla lista unitaria Italia Sovrana e Popolare insieme a diversi partiti e movimenti come Ancora Italia di Francesco Toscano, Riconquistare l’Italia di Stefano D’Andrea, Azione Civile di Antonio Ingroia, Patria Socialista di Igor Camilli, Italia Unita di Francesco Nappi, Rinascita Repubblicana di Francesca Donato (la quale però abbandona la lista prima delle elezioni) che tuttavia non riuscirà a superare la soglia di sbarramento, ottenendo il 1,24% dei voti alla Camera e il 1,12% al Senato.
Contro la svolta "sovranista" nel dicembre 2022 il PC subisce una scissione che porta alla nascita di un nuovo gruppo chiamato Costituente Comunista, guidato dal sociologo e saggista abruzzese Dario Leone.
Il 21 gennaio 2023 il comitato generale del partito elegge come suo nuovo segretario Alberto Lombardo, mentre a Rizzo viene affidato l'incarico di presidente onorario. Due giorni dopo Partito Comunista, Azione Civile, Fronte per la Sovranità Popolare e Ancora Italia Sovrana e Popolare fondano Democrazia Sovrana Popolare per proseguire l'esperienza di ISP. In seguito al Congresso Nazionale di marzo 2023 Lombardo viene riconfermato segretario e Rizzo presidente onorario, mentre Salvatore Catello diventa vice-segretario generale.
A febbraio 2024 Salvatore Catello, ex vice-segretario generale e responsabile nazionale organizzazione e Alessandro Pascale, ex responsabile nazionale formazione e direttore de “La Riscossa”, guidano una scissione dal PC, che porta alla nascita di una nuova organizzazione chiamata Resistenza Popolare.
Alle elezioni europee del 2024 Democrazia Sovrana Popolare, in seguito al cambiamento delle norme per la presentazione delle liste, tenta di raccogliere in tutte le circoscrizioni le firme necessarie per essere presente sulle schede elettorali, ma vi riesce soltanto nella circoscrizione dell'Italia centrale. La lista ottiene circa 36 000 voti, corrispondenti allo 0,75% nell'Italia centrale e allo 0,15% complessivo.
Il 6 luglio 2024 il Comitato centrale dal Partito Comunista rende noto che Rizzo si è dimesso dalla carica di Presidente onorario del partito e che, da quel momento in avanti, gli iscritti del Partito Comunista non potranno più essere contemporaneamente iscritti anche a Democrazia Sovrana Popolare nel caso di ruoli pubblici preminenti.

## Ideologia e posizioni

### Schieramento politico
Il PC dichiara di lavorare per la trasformazione dell'Italia in una repubblica socialista e di basare la propria ideologia sul marxismo-leninismo, riconoscendo l'esperienza storica dei Paesi del socialismo reale, del movimento operaio e comunista e della resistenza italiana, quindi rifiutando le teorie riformiste e revisioniste, il pensiero eurocomunista e le "vie nazionali al socialismo". Il partito afferma di individuare nell'anti-imperialismo e nell'internazionalismo due suoi principi fondamentali.
Il PC riconosce come figure di riferimento per quanto riguarda la storia del movimento comunista in Italia Antonio Gramsci, Pietro Secchia e Eugenio Curiel mentre è critico nei confronti di Palmiro Togliatti ed Enrico Berlinguer. Il PC vede con favore le figure storiche di Marx, Engels, Lenin e Stalin, considerando privo di significato politico il termine "stalinismo", accusando anzi i revisionisti di utilizzarlo in senso anti-marxista-leninista. È molto critico nei confronti dei successori di Stalin a partire da Chruščëv, e particolarmente della figura di Michail Gorbačëv, considerato la causa della caduta dell'URSS.
Un elemento di novità elaborato dal PC rispetto alla dottrina marxista-leninista tradizionale consiste nel promuovere un'alleanza sociale tra la classe lavoratrice e il ceto medio, che secondo le analisi di partito starebbe sperimentando un fenomeno di impoverimento per via delle politiche economiche attuate in Italia a partire dagli anni 1990 in poi, ritenute neoliberiste. La vecchia divisione della società in classi rigide è oggi interpretata dal partito nella dicotomia "coloro che vivono del proprio lavoro" e "coloro che vivono di rendita del proprio capitale".
Dal punto di vista istituzionale sostiene, nel passaggio intermedio dalla liberaldemocrazia al socialismo, l'adozione di una legge proporzionale senza soglia di sbarramento e di un parlamento monocamerale "per semplificare e velocizzare l’iter legislativo". Nonostante ciò, nell'ambito del referendum costituzionale del 2020, si è schierato sul fronte del No.
Sostiene inoltre una netta separazione tra Chiesa e Stato, sostenendo la laicità di quest'ultimo "nel rispetto paritario di tutte le confessioni religiose e dell’ateismo".

### Politica estera
Il PC si attesta su posizioni fortemente euroscettiche, sostenendo l'irriformabilità dell'Unione europea, definita un "conglomerato imperialista", e la necessità di un'uscita immediata e unilaterale dell'Italia dalla stessa UE.
In quanto legato dal punto di vista storico alla dottrina antirevisionista e ai paesi del socialismo reale del Patto di Varsavia, il partito si attesta su posizioni fortemente antiamericane sia dal punto di vista culturale che dal punto di vista politico, proponendo l'uscita dell'Italia dalla NATO.
Il Partito Comunista vede inoltre con favore alcuni stati socialisti quali Cuba, Corea del Nord e Vietnam, mentre ha una visione più critica nei confronti della Cina. Il partito inoltre appoggia la causa palestinese, mentre nell'ambito del conflitto russo-ucraino sostiene Putin e le repubbliche separatiste di Doneck e Lugansk ed è contrario alle sanzioni economiche alla Russia e all'invio di armamenti all'Ucraina nel corso dell'invasione russa del 2022.

### Politica economico-sociale
Le politiche lavorative riguardano l'istituzione di un salario minimo intercategoriale, la riduzione dell'orario lavorativo e il ripristino della scala mobile, oltre all'abolizione delle leggi sul lavoro che introducono il precariato.
Il PC propone la nazionalizzazione delle principali attività produttive nazionali, quindi l'azzeramento unilaterale del debito pubblico detenuto dalle banche e dai fondi speculativi, una tassa contro i grandi patrimoni e l'abolizione dei privilegi fiscali della Chiesa cattolica. Contestualmente è previsto il sostegno economico per la ricerca e lo sviluppo portato avanti dalle piccole imprese, delle banche e delle proprietà immobiliari. In ambito sociale intende incentivare gli investimenti nello stato sociale e nelle politiche ambientali.

### Affiliazioni internazionali
Il Partito Comunista intrattiene strette relazioni con il Partito Comunista di Grecia (KKE), con cui ha contribuito a fondare nel 2013 l'Iniziativa dei Partiti Comunisti e Operai d'Europa, e dal 2017 fa parte dell'Incontro Internazionale dei Partiti Comunisti e Operai.

## Organizzazione

### Struttura
Il partito è organizzato secondo il principio del centralismo democratico, che consiste nella libertà dei membri del partito di discutere, ma una volta che la decisione è scelta dal voto della maggioranza, tutti i membri si impegnano a sostenere quella decisione, pertanto è espressamente vietata la formazione delle correnti.
Il massimo organo deliberativo è il Congresso del PC, che normalmente si svolge ogni tre anni ed elegge il Comitato centrale. Negli intervalli tra i Congressi l'organismo di direzione politica è il Comitato centrale, che in seduta comune con la Commissione Centrale di Controllo e Garanzia, elegge l'Ufficio Politico, l'organo esecutivo che attua la linea politica stabilita dal Comitato Centrale, di cui fanno parte le maggiori cariche del partito, tra cui il Presidente, il Tesoriere e il Segretario generale, il quale lo presiede e lo convoca e detiene anche la guida politica del partito.
Al livello basilare del partito ci sono le sezioni, composte da un minimo di cinque membri, eleggono un Segretario e una segreteria esecutiva. A livello regionale e provinciale invece il partito è organizzato in comitati che eleggono un segretario, un presidente e una segreteria. Le federazioni estere continentali sono equiparate al comitato regionale, mentre quelle dei singoli Paesi ai comitati provinciali.
Segretario generale
- Marco Rizzo (3 luglio 2009 - 21 gennaio 2023)[91]
- Alberto Lombardo (21 gennaio 2023 - in carica)

Presidente
- Canzio Visentin (3 luglio 2009 - in carica)

Presidente onorario
- Marco Rizzo (21 gennaio 2023 - 6 luglio 2024)

Vicesegretario
- Salvatore Catello (21 gennaio 2023 - 21 gennaio 2024)

### Organizzazione giovanile
Tra il 2016 e il 2020 l'organizzazione giovanile a cui il PC fece riferimento fu il Fronte della Gioventù Comunista, fondato il 10 giugno 2012. Il FGC strinse un patto d'azione con il PC nel 2016 per poi sospenderlo il 12 marzo 2020. Durante il periodo di collaborazione il FGC ha comunque mantenuto la propria autonomia organizzativa nella gestione del tesseramento degli iscritti e dei suoi organi di informazione ufficiali.
Dal 12 marzo 2020, in seguito alla rottura con il Fronte, iniziò il processo di costruzione dell'organizzazione giovanile del Partito Comunista. In occasione del III congresso del partito, il 7 e 8 novembre 2020 venne ufficializzata la creazione della Federazione della Gioventù Comunista, che iniziò la propria attività l'8 aprile 2021.

### Stampa

Il logo del giornale La Riscossa

L'organo d'informazione ufficiale del Partito Comunista è La Riscossa, giornale online che è stato inaugurato il 1º settembre 2016.

## Congressi nazionali
- Congresso Comunisti Sinistra Popolare - Roma, dal 6 al 7 novembre 2010 - Dire e fare
- I Congresso - Roma, dal 17 al 19 gennaio 2014 - Costruire il Partito, organizzare la lotta
- II Congresso - Roma, dal 21 al 22 gennaio 2017 - Non c’è vittoria, non c’è conquista senza un vero partito comunista
- III Congresso - in videoconferenza a causa della pandemia, dal 7 all'8 novembre 2020
- IV Congresso - Roma, dal 25 al 26 Marzo 2023 - "Rafforzare - Unire - Allargare"

## Simbologia
Il 21 gennaio 2012 il simbolo originario del partito viene modificato su decisione del Comitato Centrale, inserendo sotto a falce e martello la dicitura Partito Comunista contestualmente al cambio di denominazione in Comunisti Sinistra Popolare - Partito Comunista. Il 17 gennaio 2013 il partito cambia nel proprio logo il colore di falce e martello da giallo a bianco per problemi di registrazione del simbolo, giudicato troppo simile a quello di Rifondazione Comunista, assumendo il logo tuttora in uso.

2009-2012
2012-2013
2013-presente

### Simboli elettorali

Simbolo elettorale
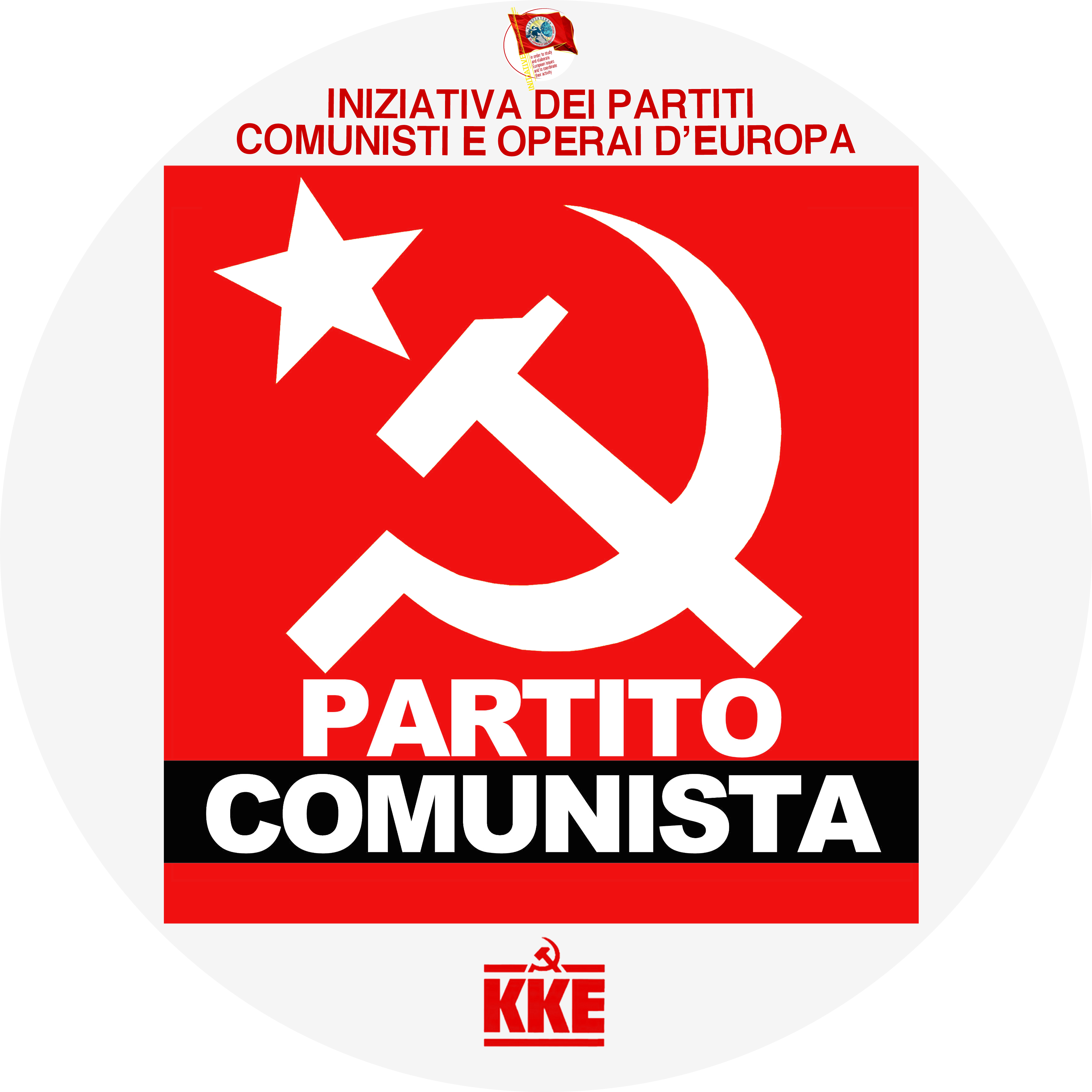
Simbolo elettorale usato per le elezioni europee del 2019

### Inni
Gli inni ufficiali del partito sono L'Internazionale e Bandiera rossa.

## Risultati elettorali
| Elezione       | Elezione     | Voti                           | %                              | Seggi   |
| -------------- | ------------ | ------------------------------ | ------------------------------ | ------- |
| Politiche 2013 | Camera       | 6.977                          | 0,71                           | 0 / 12  |
| Politiche 2013 | Senato       | 7.578                          | 0,85                           | 0 / 6   |
| Politiche 2018 | Camera       | 106.182                        | 0,32                           | 0 / 630 |
| Politiche 2018 | Senato       | 101.230                        | 0,33                           | 0 / 315 |
| Europee 2019   | Europee 2019 | 235.542                        | 0,88                           | 0 / 76  |
| Politiche 2022 | Camera       | In Italia Sovrana e Popolare   | In Italia Sovrana e Popolare   | 0 / 400 |
| Politiche 2022 | Senato       | In Italia Sovrana e Popolare   | In Italia Sovrana e Popolare   | 0 / 200 |
| Europee 2024   | Europee 2024 | In Democrazia Sovrana Popolare | In Democrazia Sovrana Popolare | 0 / 76  |
| 1. 2. 3.       |              |                                |                                |         |